# Microscópio USB

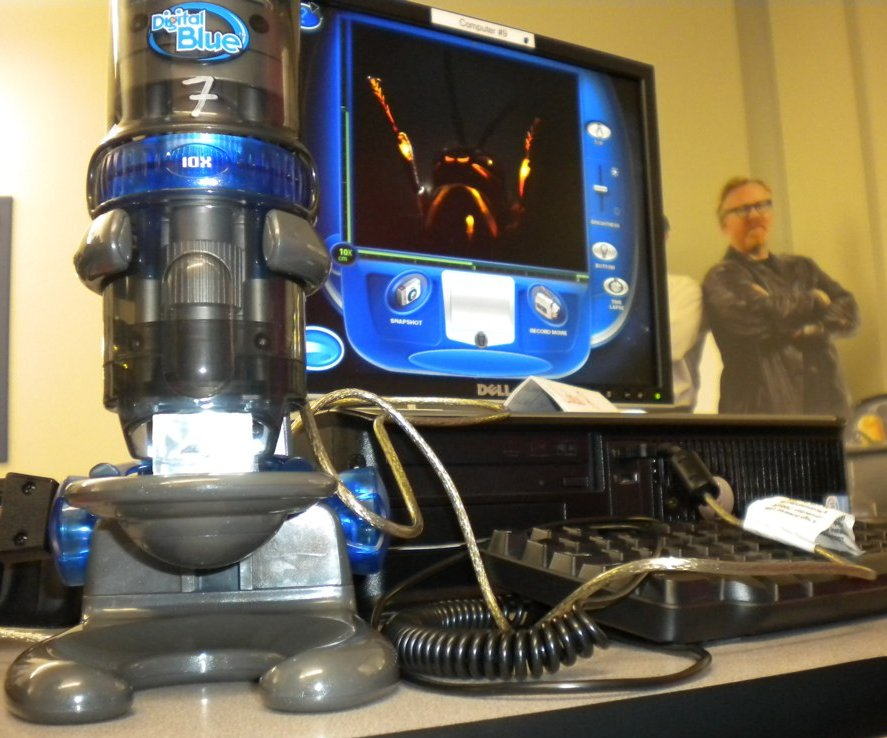
Um inseto observado num microscópio USB.

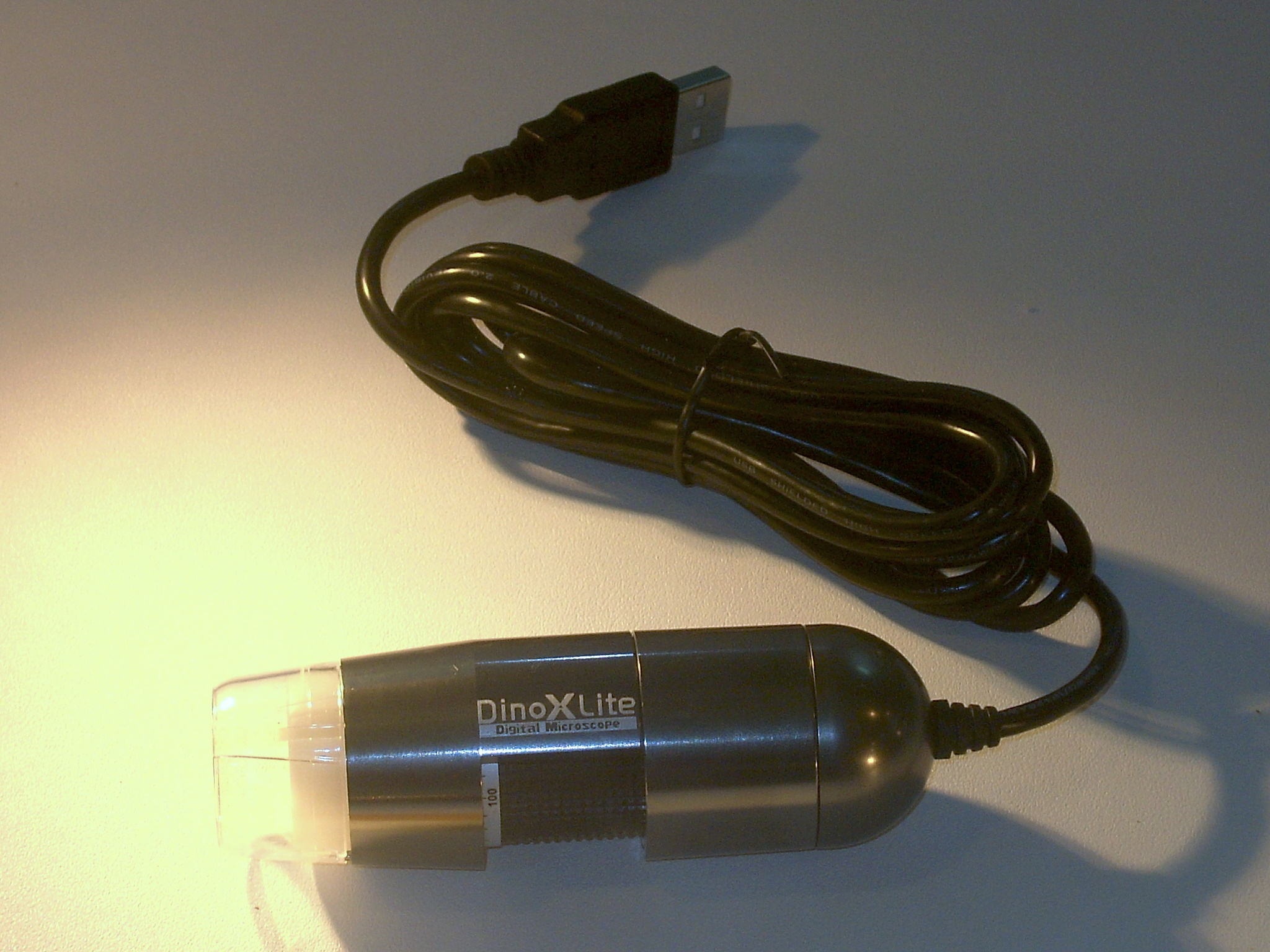
Um modelo compacto de microscópio USB.

Microscópio USB é um dispositivo digital de ampliação de imagem que é conectado a um computador, normalmente via porta USB. Existem diversas opções comerciais e de baixo custo. O microscópio USB  é webcam equipada com lentes para macrofotografia. Estes dispositivos normalmente iluminam os objetos emitindo luz em direção aos mesmos. Uma vez que o dispositivo é conectado ao computador, as imagens são visualizadas diretamente no monitor. Muitos destes dispositivos acompnham programas de visualização que fornecem funcionalidades para facilitar a visualização de objetos como, por exemplo, algoritmos de processamento de imagem para manipular as imagens captadas pelo microscópio.

## Uso
Imagens e vídeos podem ser gravados assim como no uso de uma webcam. A câmera é equipada com uma fonte de luz própria, embora outras fontes de luz podem ser utilizadas para destacar características do objeto em questão.
Microscópios digitais são utilizados principalmente para analisar objetos planos, como moedas, documentos e placas de circuito impressas. Microscópio USB tem a vantagem ser ser extremamente compacto, podendo ser facilmente utilizado em qualquer lugar.

## Magnificação Efetiva
A magnificação efetiva é determinada pela distância entre a câmera e o objeto. Embora seja conveniente, o poder de magnificação deste tipo de dispositivo é normalmente superestimada. Uma magnificação estimada de 200x pode ser de fato entre 25x e 30x que será ampliada digitalmente no monitor antes da exibição. Veja também: Microfotografare.